# モンタッポーネ
モンタッポーネ（伊: Montappone）は、イタリア共和国マルケ州フェルモ県にある、人口約1,500人の基礎自治体（コムーネ）。

## 地理

### 位置・広がり
フェルモ県のコムーネ。県都フェルモから西へ21kmの距離にある。

#### 隣接コムーネ
隣接するコムーネは以下の通り。括弧内のMCはマチェラータ県所属を示す。
- ファレローネ
- ローロ・ピチェーノ (MC)
- マッサ・フェルマーナ
- モンテ・ヴィドーン・コッラード
- モンテジョルジョ
- サンタンジェロ・イン・ポンターノ (MC)

### 気候分類・地震分類
モンタッポーネにおけるイタリアの気候分類 (it) および度日は、zona D, 2072 GGである。
また、イタリアの地震リスク階級 (it) では、zona 2 (sismicità media) に分類される。

## 歴史
2009年、アスコリ・ピチェーノ県北部が分割されてフェルモ県が設置された際に、フェルモ県所属となった。